# Слободо-Петровский сельский совет (Гребёнковский район)
Слободо-Петровский сельский совет (укр. Слободо-Петрівська сільська рада) — входит в состав
Гребёнковского района
Полтавской области
Украины.
Административный центр сельского совета находится в 
с. Слободо-Петровка.

## Населённые пункты совета
- с. Слободо-Петровка
- с. Гулаковка
- с. Загребелье
- с. Оржица
- с. Полевое